# Fiyi en los Juegos Olímpicos de Múnich 1972
Fiyi estuvo representado en los Juegos Olímpicos de Múnich 1972 por dos deportistas masculinos que compitieron en atletismo.
El portador de la bandera en la ceremonia de apertura fue el atleta Usaia Sotutu. El equipo olímpico fiyiano no obtuvo ninguna medalla en estos Juegos.